# Canal de Santa Lucía
El canal de Santa Lucía es un estrecho entre las islas de Martinica (Francia) y Santa Lucía que conecta el océano Atlántico Norte con el mar Caribe.
El 17 de agosto de 2007, el huracán Dean ingresó al mar Caribe a través del canal de Santa Lucía proveniente del océano Atlántico.